# Eutaeniichthys gilli
Eutaeniichthys gilli és una espècie de peix de la família dels gòbids i de l'ordre dels perciformes.

## Morfologia
- Els mascles poden assolir 4 cm de longitud total.[1][2]

## Hàbitat
És un peix de clima subtropical i demersal.

## Distribució geogràfica
Es troba al Japó, Corea i el Mar Groc.

## Observacions
És inofensiu per als humans.